# Richard Kingson
Richard Kingson (ur. 13 czerwca 1978) – ghański piłkarz, reprezentant kraju występujący na pozycji bramkarza. Posiada tureckie obywatelstwo, w związku z tym przybrał tureckie imię i nazwisko Faruk Gürsoy.
Uczestnik Mistrzostw Świata w Piłce Nożnej 2006 i 2010.
Występował w takich klubach jak: Great Olympics, Sakaryaspor, Göztepe Izmir, Antalyaspor, Elazığspor, Galatasaray SK, Ankaraspor, Hammarby IF Birmingham City, Wigan Athletic.
2 września 2010 trafił z wolnego transferu do beniaminka z Premier League, Blackpool F.C. W 2013 roku został zawodnikiem klubu Doxa Katokopia. Potem trafił do Balıkesirsporu, w którym zakończył karierę.